# Ręków
Ręków (niem. Rankau) – wieś położona w województwie dolnośląskim, w powiecie wrocławskim, w gminie Sobótka.
W latach 1975–1998 miejscowość należała administracyjnie do województwa wrocławskiego.

## Krótki opis
Jest to typowa wielodrożnica. Wieś zamieszkana jest obecnie (III 2011 r.) przez 364 osoby. Jest czwartą co do wielkości miejscowością gminy Sobótka. We wsi znajduje się niepubliczna szkoła podstawowa, do której uczęszczają dzieci z miejscowości: Ręków, Olbrachtowice, Stary Zamek i Kryształowice. Odległość do Wrocławia wynosi 27 km, a do siedziby władz gminy, Sobótki - 8 km.

## Historyczne nazwy wsi
- 1320 r. - Rankow
- 1663 r. - Ranckaw
- 1755 r. - Ranckau
- 1836 r. - Rankau
- 1945 r. - Ranków
- 1949 r. - Ręków

## Zabytki
- kaplice grobowe (mauzolea) dwóch rodzin von Harrach z 1874 r. i von Mutius z 1869 r.[4]Grobowiec rodzinny Harrach zaprojektował Karl Lüdecke[5].
- kościół ewangelicki zniszczony w 1945 r.[6].

## Demografia
Liczba ludności Rękowa na przestrzeni ostatnich 2 wieków: 
- rok 1810 - 646 mieszkańców, w tym 563 ewangelików
- rok 1866 - 699 mieszkańców, w tym 584 ewangelików
- rok 1887 - 750 mieszkańców, w tym 681 ewangelików
- rok 1900 - 801 mieszkańców, w tym 732 ewangelików
- rok 1938 - 904 mieszkańców, w tym 815 ewangelików
- rok 1946 - 436 mieszkańców
- rok 1960 - 468 mieszkańców
- rok 1981 - 459 mieszkańców
- rok 1993 - 420 mieszkańców
- rok 2001 - 398 mieszkańców
- rok 2009 - 415 mieszkańców
- rok 2011 - 364 mieszkańców[1]

Wykres liczby ludności Rękowa.